# Twilight Q
Twilight Q (トワイライトQ Towairaito Kyū?) es una serie de animación de video original japonesa lanzada en 1987 por Network Frontier (ahora Bandai Namco Arts). La serie es similar a The Twilight Zone. Se emitió en Japón en la cadena de televisión de anime Animax el 5 de agosto de 2007.

## Sinopsis
La primera parte, Time Knot: Reflection (時の結び目 Reflection Toki no Musubime  Rifurekushon?), tiene dos chicas en una playa donde una de ellas encuentra una cámara vieja. Revela la película y descubre que está en una foto, del brazo de un joven, a pesar de no recordar la foto que se tomó. Luego descubre que la cámara es de un modelo que aún no ha sido lanzado.
La segunda parte, Mystery Article File 538 (迷宮物件 File538 Meikyū Bukken Fairu Go San Hachi?), sigue a un detective que investiga las misteriosas desapariciones de aviones y su investigación sobre un padre y una hija.

## Reparto
| Parte 1 - Mayumi: Mako Hyōdō; - Kiwako: Miina Tominaga; - Uemura: Masahiro Anzai; - Hirata: Yasuyuki Hirata; - Padre: Natsuo Tokuhiro; - Madre: Kumiko Takizawa; - Maestro: Rokurō Naya. | Parte 2 - Hombre: Tetsuya Kaji; - Chica joven: Mako Hyōdō; - Locutor de radio: Shigeru Chiba. |